# Tithorea hippothous
Tithorea hippothous är en fjärilsart som beskrevs av Frederick DuCane Godman och Osbert Salvin 1879. Tithorea hippothous ingår i släktet Tithorea och familjen praktfjärilar. Inga underarter finns listade i Catalogue of Life.